# Ямайське патуа
Патуа, чи джагватаак — ямайська креольська мова — рідна мова для переважної частини мешканців Ямайки.
У давнину різномовне за походженням населення цього острова виробило спрощену мову, піджин, на базі англійської, для міжмовного спілкування на острові. З часом ця мова, яка в російськомовних джерелах називається «джагватаак», стала рідною для переважної частини місцевого населення.
Приклад тексту ямайською:

«Max an Marris — Two rude bway 

Seven diffrant badness weh dem do 

Lissen now? som pikney bad: 

To bway rude so tell dem mad! 

All me tallk a suo-so truut: 

Max and Marris in dem yout 

neva stody? troble teacha, 

neva pay no mine to preacha…»

Ямайська стала відомою світу завдяки популярності регі та раста-культури.
| Прапор Ямайки | Це незавершена стаття про Ямайку. Ви можете допомогти проєкту, виправивши або дописавши її. |